# 見 (佛教)
見，或又譯作知見，佛教術語，為佛教的中心概念之一。對於名、色、行、十八界的認知、理解、知識、觀點，稱為見。正確的了解名、色與行，稱為正見；而錯誤的了解，稱為邪見、不正見。正見為八正道之首。

## 概論
無法正確認知名、色與行，稱為無明。因無明，生起無慚、無愧，就會生起邪見。因為明，生起慚愧，就會生起正見，生起正見後，就能生起八正道。

## 正見
正見可概分為世俗正見，與聖正見二者。世俗正見是指知道應該布施，實施十善，乃至於相信世間有阿羅漢等，這種正念是有漏，有取的，但有助於轉向善道。聖正念是指以智慧思維四聖諦，這是出世間，無漏無取的正見

## 邪見
惡見，又稱邪見，可分為三，身見、戒禁取見、疑見。又可分為五見。